# المقاطعة (شمال سيناء)
المقاطعة إحدى قرى مركز الشيخ زويد التابع لمحافظة شمال سيناء بجمهورية مصر العربية.